# 비엣찌 스타디움
비엣찌 스타디움(베트남어: Sân vận động Việt Trì)은 베트남 푸토성 비엣찌에 위치한 축구 경기장이다. 약 2만 석의 수용 인원을 갖춘 이 경기장은 푸토 성 스포츠 콤플렉스 부지 내에 위치해 있다. 현재 이 경기장은 푸토 FC의 홈구장이며, 베트남 축구 국가대표팀이 이 경기장에서 무패 행진을 이어가며 2021년 동남아시아 경기 대회와 2024년 동남아시아 축구 연맹 선수권 대회에서 성공적인 성과를 거둠에 따라 새로운 선호 홈구장으로 부상하고 있다.

## 역사
비엣찌 스타디움 1960년대부터 존재하였다. 2005년 푸토성 인민위원회의 약 1천억 동의 투자로 건설되었다. 오랜 기간 동안 주요 대회가 열리지 않아 경기장의 많은 시설이 노후화되었다. 그러나 최근 몇 년 동안 푸토성 당위원회와 인민위원회는 스포츠, 특히 축구에 강하게 투자하며 스포츠 진흥에 관심을 기울였다. 2019년 4월, 성은 주민의 스포츠 수요를 충족하고 국내외 축구 경기를 개최하기 위해 비엣찌 경기장의 시설과 기타 필요한 스포츠 시설을 보수·개선하는 데 자원을 집중하였다. 개보수 후, 2019년 6월 7일 베트남 U-23 축구 국가대표팀과 미얀마 U-23 축구 국가대표팀 간의 국제 친선 경기를 개최하였으며, 2019년 베트남 3부 리그, 2020년 베트남 2부 리그에서 푸토 FC의 홈경기장으로 사용되었다.
비엣찌 경기장은 2021년 동남아시아 경기 대회 남자 축구 A조 경기를 개최했습니다. 또한 2024년 동남아시아 축구 연맹 선수권 대회의 모든 베트남 홈경기와 2024년 동남아시아 축구 연맹 선수권 대회 결승전을 개최하였다.

## 국제 축구 경기

### 2021년 동남아시아 경기 대회
| 날짜            | 시간 (UTC+7) | 팀 1       | 결과 | 팀 2       | 라운드    | 관중 수 |
| --------------- | ------------ | ---------- | ---- | ---------- | --------- | ------- |
| 2022년 5월 6일  | 16:00        | 필리핀     | 4–0  | 동티모르   | 조별 리그 | 5,373   |
| 2022년 5월 6일  | 19:00        | 베트남     | 3–0  | 인도네시아 | 조별 리그 | 16,188  |
| 2022년 5월 8일  | 16:00        | 동티모르   | 2–3  | 미얀마     | 조별 리그 | 3,568   |
| 2022년 5월 8일  | 19:00        | 베트남     | 0–0  | 필리핀     | 조별 리그 | 16,585  |
| 2022년 5월 10일 | 16:00        | 미얀마     | 3–2  | 필리핀     | 조별 리그 | 1,268   |
| 2022년 5월 10일 | 19:00        | 인도네시아 | 4–1  | 동티모르   | 조별 리그 | 3,133   |
| 2022년 5월 13일 | 16:00        | 필리핀     | 0–4  | 인도네시아 | 조별 리그 | 2,661   |
| 2022년 5월 13일 | 19:00        | 미얀마     | 0–1  | 베트남     | 조별 리그 | 15,975  |
| 2022년 5월 15일 | 16:00        | 인도네시아 | 3–1  | 미얀마     | 조별 리그 | 2,519   |
| 2022년 5월 15일 | 19:00        | 동티모르   | 0–2  | 베트남     | 조별 리그 | 14,160  |
| 2022년 5월 19일 | 19:00        | 베트남     | 1–0  | 말레이시아 | 준결승    | 17,895  |

### 2024년 동남아시아 축구 연맹 선수권 대회
| 날짜             | 시간 (UTC+7) | 팀 1   | 결과 | 팀 2       | 라운드       | 관중 수 |
| ---------------- | ------------ | ------ | ---- | ---------- | ------------ | ------- |
| 2024년 12월 15일 | 20:00        | 베트남 | 1–0  | 인도네시아 | 조별 리그    | 16,669  |
| 2024년 12월 21일 | 20:00        | 베트남 | 5–0  | 미얀마     | 조별 리그    | 16,869  |
| 2024년 12월 30일 | 20:00        | 베트남 | 3–1  | 싱가포르   | 준결승 2차전 | 15,583  |
| 2025년 1월 2일   | 20:00        | 베트남 | 2–1  | 태국       | 결승 1차전   | 15,604  |